# Notitia dignitatum
La Notitia dignitatum et administrationum omnium tam civilium quam militarium ("Ragguaglio di tutti i ranghi e uffici sia civili che militari") è un documento redatto da un anonimo e attribuito dagli studiosi ad un periodo compreso tra la fine del IV secolo e l'inizio del regno dell'Imperatore romano d'Occidente Valentiniano III (425-455).
La sua notevole importanza documentaria per la conoscenza amministrativa del tardo Impero romano è in parte diminuita dall'incertezza se l'originale derivasse o meno da vere e proprie fonti ufficiali.
Il documento è diviso in due parti, una per l'Impero d'Oriente e una per quello d'Occidente, dove elenca una lista di alti dignitari imperiali con le loro aree di competenza, oltre ai corpi militari, secondo la distribuzione territoriale. L'originale della Notitia è conservato presso la Biblioteca nazionale di Francia a Parigi, e risalirebbe al Rinascimento. Contiene, infine, numerose illustrazioni, molte delle quali riproducono i segni di riconoscimento dei diversi ufficiali e delle unità militari.

## Il documento e la nuova riorganizzazione imperiale

### La parte orientale

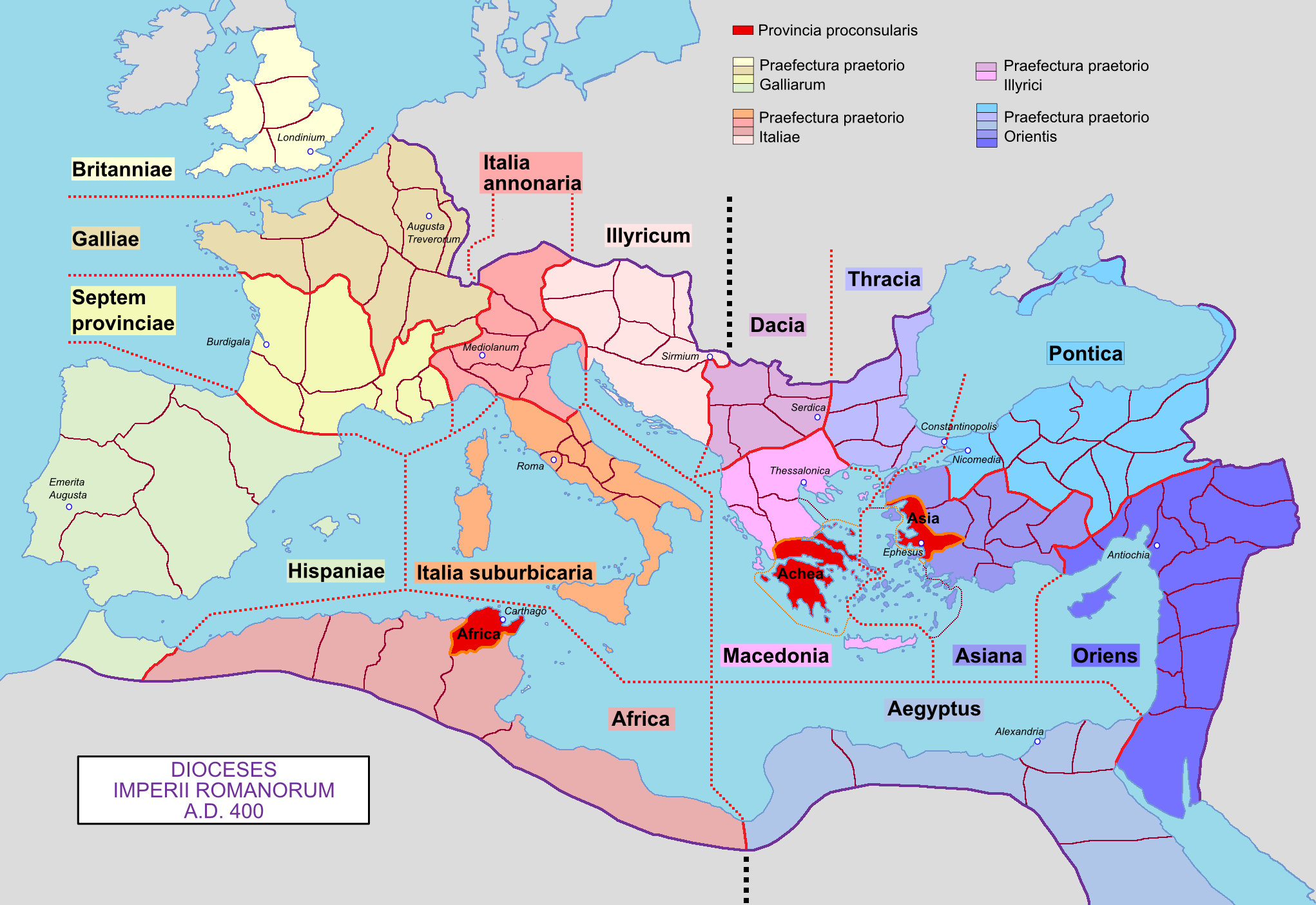
L'impero romano all'epoca della morte di Teodosio I nel 395, con la divisione amministrativa dell'impero in prefetture e diocesi.

La nuova organizzazione politico/militare descritta dalla Notitia dignitatum fu certamente il frutto di una lunga evoluzione durata circa un secolo, dalle 12 Diocesi di Diocleziano (284-305), passando attraverso il sistema costantiniano, per concludersi con la definitiva divisione dell'Impero romano in Occidentale ed Orientale voluta da Teodosio I ed in 13 diocesi. Ecco come risulta suddivisa la scala gerarchica della parte Orientale, dove all'Imperatore rispondevano due prefetti del Pretorio, oltre a un Praefectus urbis Constantinopolitanae, un Magister officiorum ed un Comes domesticorum:
1. Praefectus praetorio Orientis, da cui dipendevano 3 Vicari per le Diocesi Asiana, Pontica e Thracia, mentre quelle dell’Aegyptus e d'Oriente erano controllate direttamente dal Prefetto del Pretorio.[1] Le 4 diocesi erano a loro volta divise in province, governate da 1 Proconsul, 12 Consulares,  1 Corrector e 32 Praesides.[1] Le province dell'Egitto erano 5,[2] dell'Asia 10,[3] Pontiche 10[4] e 6 della Tracia,[5] mentre 15 province orientali erano governate direttamente dal Prefetto del Pretorio Orientis[6]
2. Praefectus praetorio Illyrici, da cui dipendevano 1 Vicari per la Diocesi di Macedonia, mentre quella della Dacia era controllata direttamente dal Prefetto del Pretorio.[1] Le 2 diocesi erano a loro volta divise in province, governate da 1 Proconsules, 3 Consulares, 1 Corrector e 8 Praesides.[1] Le province della Dacia erano 5[7] e quelle della Macedonia 6.[8]

A questa struttura seguiva parallelamente una conseguente divisione territoriale delle forze militari, come segue:
1. Magister militum praesentalis I, che controllava 2 duces per l’Egitto[1] (Dux Thebaidos[9] e Dux Libyarum) e 1 Comes limitis Aegypti;[1]
2. Magister militum praesentalis II, da cui dipendeva 1 dux per il Ponto[1] (Dux Armeniae) ed un altro Comes per Isauriam;[1]
3. Magister militum per Orientem, da cui dipendevano 6 duces per l'Oriente (Dux Foenicis,[10] Dux Syriae,[11] Dux Palaestinae,[12] Dux Osrhoenae,[13] Dux Mesopotamiae,[14] Dux Arabiae[15]);[1]
4. Magister militum per Thracias, da cui dipendevano 2 duces per la Tracia[1] (Dux Moesiae secundae e Dux Scythiae);
5. Magister militum per Illyricum, da cui dipendevano 2 duces per l'Illirico[1] (Dux Daciae ripensis e Dux Moesiae primae).

Struttura dell'alto comando militare nell'esercito romano-orientale intorno al 395. I comandi e le dimensioni dell'esercito sono basati sulle informazioni fornite dalla Notitia Dignitatum Orientis. I magistri militum orientali, al comando dei comitatus, erano direttamente dipendenti all'Imperatore. I duces sono mostrati come soggetti al loro magister militum diocesano, come suggerito da Jones ed Elton. Le ubicazioni date indicano gli usuali quartieri invernali nel periodo.

La sezione orientale della Notitia è datata intorno al 395, anno della definitiva divisione dell'Impero in due parti. A quell'epoca, secondo la Notitia, vi erano in Oriente due eserciti presentali imperiali (comitatus praesentales), ognuno comandato da un magister militum praesentalis, il rango militare più alto, dipendente direttamente dall'Imperatore. Essi comprendevano unità principalmente di rango palatino. In aggiunta, vi erano tre comitatus regionali, in Illyricum orientale, e nelle diocesi di Tracia e di Oriente, comprendenti per lo più truppe di rango comitatenses. Ognuno era comandato da un magister militum, anch'esso dipendente direttamente dall'Imperatore.
Un'anomalia in Oriente consiste nell'esistenza di due corpi di truppe di limitanei, in Egitto e in Isauria, ognuno comandato da un comes rei militaris, invece che da un dux, dipendente direttamente dall'Imperatore, secondo la Notitia. Tuttavia, i decreti imperiali emanati intorno al 440 mostrano che entrambi questi ufficiali dipendevano dal magister militum per Orientem. Una possibile spiegazione per questa discrepanza è che tra il 395 e il 440 vi fossero stati dei cambiamenti nell'organizzazione dell'esercito. Alla più tarda tra le due date, se non prima, il MM per Orientem era evidentemente divenuto il comandante supremo dell'esercito di tutta la prefettura d'Oriente (che comprendeva anche l'Anatolia e l'Egitto) e non solo della diocesi di Oriente.
I 13 duces di frontiera orientali sono elencati nella Notitia per diocesi di residenza: Illyricum orientale (2 duces), Tracia (2), Pontica (1), Oriente (6) e Egitto (2). Jones ed Elton sostengono che, dal 360 in poi, i duces fossero dipendenti dal comandante del loro comitatus diocesano: il magister militum per Illyricum, Thracias, Orientem ed il comes per Aegyptum, rispettivamente (sulla base di evidenze in Ammiano per il periodo 353-78 e da 3 superstiti decreti imperiali datati 412, 438 e 440). Il dux Armeniae è mostrato sotto la diocesi Pontica, il cui comandante militare non è elencato nella Notitia, ma era probabilmente il magister praesentalis II al tempo della Notitia. Più tardi, il dux Armeniae venne a trovarsi probabilmente sotto l'egida del magister militum per Orientem. La struttura orientale come presentata nella Notitia rimase in gran parte intatta fino al tempo di Giustiniano I (527-65).

### La parte occidentale
In Occidente la divisione era leggermente differente. All'Imperatore rispondevano sempre due prefetti del Pretorio, oltre a un Praefectus urbis Romae, un Magister officiorum, un Quaestor sacri palatii ed un Comes domesticorum, come segue:
1. Praefectus praetorio Italiae, da cui dipendevano 3 Vicari per le Diocesi della città di Roma, d'Italia e d'Africa.[23]
2. Praefectus praetorio Galliarum, da cui dipendevano 3 Vicari per le Diocesi delle Septem Provinciae, delle Spagne e delle Britannie.[23]

A questa struttura corrispondeva parallelamente una divisione territoriale delle unità militari (numeri), ma considerando anche che le forze andavano suddivise tra fanteria (con a capo il Magister peditum praesentalis) e cavalleria (con a capo il Magister equitum praesentalis), come segue: 
1. numeri intra Italiam, agli ordini del Comes Italiae e del Dux Raetiae primae et secundae;[23][24]
2. numeri intra Gallias, agli ordini dei funzionari militari: Magister equitum per Gallias, Comes tractus Argentoratensis, Dux Belgicae secundae, Dux Germaniae primae, Dux Mogontiacensis, Dux Sequanicae, Dux tractus Armoricani et Neruicani;[23][24]
3. numeri intra Illyricum, agli ordini del Comes Illyrici, del Dux Pannoniae secundae, del Dux Valeriae ripensis e del Dux Pannoniae primae et Norici ripensis;[23][24]
4. numeri intra Hispanias, agli ordini del Comes Hispaniae;[23][24][25][26]
5. numeri intra Tingitaniam, agli ordini del Comes Tingitaniae;[23][24]
6. numeri intra Africam, agli ordini del Comes Africae, del Dux limitis Mauretaniae Caesariensis[27] e del Dux limites Tripolitani;[23][24][28]
7. numeri intra Britannias, agli ordini del Comes Britanniarum, del Comes litoris Saxonici per Britannias e del Dux Britanniarum.[23][24]

Struttura dell'alto comando dell'esercito romano-occidentale nel periodo tra il 410 e il 425. I comandi e le dimensioni dell'esercito sono basati sulle informazioni fornite dalla Notitia Dignitatum. Le relazioni tra duces e comites vengono riportate secondo la struttura dell'Oriente romano, con i duces soggetti al comandante maggiore nella loro diocesi (mentre la Notitia li riporta direttamente sotto il magister utriusque militiae). Le ubicazioni date indicano gli usuali quartieri invernali nel periodo.

La sezione occidentale venne completata considerevolmente più tardi della sezione orientale, intorno al 425, dopo che l'Occidente fu devastato e in parte occupato dalle tribù barbare. Tuttavia, sembra che la sezione occidentale sia stata aggiornata a più riprese, nel corso del periodo tra il 400 e il 425: per esempio le disposizioni per la Britannia sono da datare a prima del 410, in quanto è in quella data che le truppe romane si ritirarono definitivamente dall'isola. Ciò riflette la confusione dell'epoca, a causa della quale le disposizioni delle armate e dei comandi cambiavano costantemente a seconda delle necessità del momento; ne è esempio la notevole consistenza numerica del comitatus di Spagna, che non era una diocesi di frontiera, ma che dovette in quegli anni affrontare le invasioni di Visigoti, Suebi, Alani e Vandali. Di conseguenza, la sezione occidentale della Notitia non rappresenta la struttura del comando occidentale come era nel 395 (che presumibilmente all'epoca era molto simile a quella del comando orientale così come descritta dalla Notitia). Inoltre, laddove la sezione orientale rappresenta un inizio (la struttura essenziale dell'esercito romano-orientale), la sezione occidentale rappresenta un esercito in crisi e prossimo alla sua dissoluzione. La scala del disordine in cui era caduto l'esercito in questo periodo è illustrata dall'analisi di Heather delle unità nell'esercito occidentale. Di 181 reggimenti di comitatenses elencati per il 425, solo 84 esistevano prima del 395; e molti reggimenti di comitatenses erano semplicemente unità di limitanei promosse a comitatenses (ovvero pseudocomitatenses), implicando la distruzione o la dissoluzione di circa 76 reggimenti di comitatenses nel corso del periodo 395-425. A partire dal 460, l'esercito occidentale si era in larga parte dissolto.
La struttura occidentale differiva sostanzialmente dall'orientale. In Occidente, l'Imperatore non aveva il controllo diretto dei comandanti dei suoi comitatus regionali, che invece erano dipendenti a un generalissimo militare, il cui titolo, secondo la Notitia, era quello di magister peditum praesentalis (letteralmente: "maestro della fanteria alla presenza dell'Imperatore"), ma noto da altre fonti come magister utriusque militiae (abbreviazione: MVM, letteralmente "maestro di entrambe le milizie", cioè di fanteria e di cavalleria). Tale ufficiale era effettivamente il comandante supremo di tutti gli eserciti occidentali, con un deputato noto dalla Notitia come magister equitum praesentalis, del singolo ma grande esercito presentale occidentale. Subordinati al MVM vi erano i comandanti di tutti i comitatus diocesani in Occidente: Gallia, Britannia, Illyricum (Occidentale), Africa, Tingitania e Hispania. In contrasto alle loro controparti orientali, tutti di rango magister militum, i comandanti dei comitatus regionali occidentali avevano tutti il rango inferiore di comes, salvo per il magister equitum per Gallias. Ciò si può spiegare con il fatto che tutti i comitatus, ad eccezione di quello della Gallia, avevano una dimensione inferiore ai 20 000–30 000 soldati tipicamente comandati da un magister militum. Questa struttura anomala, con l'Imperatore messo in ombra da un generalissimo, era sorta durante il periodo dominato dal generale di origine vandala Stilicone (395–408), che era stato nominato da Teodosio I come tutore e reggente del figlio e successore in Occidente Onorio. Dopo l'uccisione di Stilicone nel 408, una serie di deboli imperatori permise che questa situazione continuasse, sotto i successori di Stilicone (specialmente Aezio e Ricimero), fino alla dissoluzione dell'Impero d'Occidente nel 476.
Secondo la Notitia, dieci dei dodici duces occidentali erano direttamente soggetti al MVM e non al loro comes regionale. Questo non è in linea con la situazione in Oriente e probabilmente non riflette nemmeno la situazione né del 395, né del 425. Sarebbe stata chiaramente un'organizzazione poco pratica, in quanto la mancanza di un comandante di tutto il teatro di operazioni avrebbe reso impossibile ogni efficace operazione congiunta tra comitatus e limitanei. Il periodo caotico 406-25 probabilmente provocò ripetuti cambiamenti ad hoc nelle relazioni tra comandanti e subordinati a seconda delle necessità del momento. Di fronte ai dati confusi delle redazioni precedenti, l'estensore finale della Notitia presumibilmente decise di utilizzare la semplice soluzione di mostrare tutti questi ufficiali come dipendenti direttamente al MVM. Tuttavia, una traccia della vera organizzazione sopravvive: la Notitia mostra i duces della Caesariensis e Tripolitania come dipendenti al comes Africae. La carta dell'organizzazione occidentale qui elenca i duces sotto il rispettivo ufficiale superiore nella diocesi, riflettendo la situazione più probabile. L'unico dux che probabilmente dipendeva direttamente al MVM era il dux Raetiae I et II, le cui province appartenevano alla diocesi di Italia.

## Galleria d'immagini
Per una più dettagliata galleria di immagini si rimanda alla voce: elenco di legioni romane.